# Endiandra arfakensis
Endiandra arfakensis är en lagerväxtart som beskrevs av André Joseph Guillaume Henri Kostermans. Endiandra arfakensis ingår i släktet Endiandra och familjen lagerväxter. Inga underarter finns listade i Catalogue of Life.